# Ubiquistas
Se llamaron ubiquitarios o ubiquistas aquellos luteranos que sustentaban que el cuerpo de Jesucristo está presente en la Eucaristía en virtud de su divinidad presente en todas partes, ubique.
Habían abrazado esta opinión por no tener que admitir la transubstanciación. Se dice que Lutero la defendió dos años. Otros han escrito que el primer autor de ésta doctrina fue Juan de Westfalia, llamado vulgarmente Westfalo, ministro de Hamburgo en 1552, que se hizo célebre por sus escritos contra Lutero y Calvino. Otros dicen que fue Brentio, discípulo de Lutero, pero que no pensaba siempre como su maestro y que forjó esta opinión el año 1560. Tuvo.por secuaces a Flacco llirico, Osiander y otros. Sus doctores se juntaron en el monasterio de Berg el año 1577 y decidieron el dogma de la ubiquidad del cuerpo de Jesucristo como un artículo de fe.
Por otro lado Melanchthon se declaró contra esta doctrina en cuanto se publicó y sustentó que era introducir a ejemplo de los eutiquianos una especie de confusión entre las dos naturalezas de Jesucristo atribuyendo a la una las propiedades de la otra: persistió hasta la muerte en este modo de pensar. Las universidades de Wittemberg y Leipzig abrazaron en vano el partido de Melanchthon, porque el número de los ubiquistas aumentó y su sistema prevaleció por mucho tiempo entre los luteranos. Los de Suecia defendiéndole se dividieron: unos sentaron que el cuerpo del Salvador durante su vida mortal estaba presente en todas partes y otros que solo tuvo este privilegio después de la Ascensión.
Perece que a día de hoy no tiene esta opinión partidarios entre los luteranos, que se han compuesto con los calvinistas y piensan comúnmente que el cuerpo de Jesucristo no está presente con el pan más que en la comunión y en el acto de recibirlo. No sabemos si enseñan que este cuerpo está presente en virtud del acto mismo de comulgar o de las palabras de Jesucristo este es mi cuerpo, dichas antes.
Basnage sustenta en su Historia de la iglesia que la opinión de los ubiquitarios es una consecuencia natural del dogma de la presencia real, y que así la iglesia romana no puede confutar ventajosamente esta opinión. Dice el historiador protestante. 

En efecto si yo concibo que un cuerpo que no puede estar naturalmente más que en un lugar, se halla en otros mil donde se comulga y se conserva la Eucaristía; puedo creer igualmente que está en todas partes, porque cuando se destruye la naturaleza de las cosas, ya no hay regla, y cuando se recurre á unos milagros que destruyen la razón, no hay nada de Ojo.